# Der Tölpel
Der Tölpel (Originaltitel: Le Paltoquet) ist ein französischer Kriminalfilm von Michel Deville aus dem Jahr 1986. Als literarische Vorlage diente der Roman On a tué pendant l’Escale von Franz-Rudolf Falk.

## Handlung
In einer Hafenkneipe treffen sich regelmäßig vier Männer zum Kartenspielen: ein Journalist, ein Doktor, ein Professor und ein Kaufmann. Dabei werden sie von der Barbesitzerin, dem Tölpel und von der schönen Lotte beobachtet. Diese liegt stets verführerisch in einer Hängematte, während der Tölpel die Gäste bedient, auf einem alten Plattenspieler Musik abspielt und mittels eines Schalters in der Lage ist, die Zeit anzuhalten.
Eines Tages wird das Kartenspiel unterbrochen, als ein Kommissar Untersuchungen in einem Mordfall anstellt. Im angegliederten Hotel wurde eine Männerleiche gefunden. Der Doktor soll die Todesursache ermitteln. Wie sich herausstellt, wurde der Mann ermordet. Einer nach dem anderen gerät nun in Verdacht, den Mord begangen zu haben. Jeder der Anwesenden versucht, seine Version der Ereignisse überzeugend darzustellen. Wie sich zeigt, spielt die attraktive Lotte dabei stets eine Rolle. Der Doktor wird schließlich festgenommen, wobei offenbleibt, ob er tatsächlich der Täter war. Die anderen Stammgäste verlassen daraufhin das Lokal.

## Hintergrund
Der Film wurde von Regisseur Michel Deville im Stil eines Kammerspiels inszeniert, bei dem die Hafenkneipe als einziger Schauplatz fungiert und die Dialoge die zentrale Rolle spielen. Das Drehbuch ist eine Adaption von Franz-Rudolf Falks Roman On a tué pendant l’Escale, den die Titelfigur, gespielt von Michel Piccoli, im Film liest.
Der Tölpel wurde am 13. August 1986 in Frankreich uraufgeführt, wo den Film über 560.000 Kinogänger sahen. In Deutschland wurde er erstmals am 12. Juli 1999 von Arte im Fernsehen gezeigt.

## Kritiken
Für das Lexikon des internationalen Films war Der Tölpel ein „kriminalistisches Kammerspiel ohne eigentliche Auflösung“, das „von einer Riege französischer Star-Schauspieler [getragen]“ werde. Der „inszenatorischen Kühle“ zum Trotz handle es sich um einen „erotische[n] Film, der seine Spannung aus den geschliffenen Dialogen bezieht“. Cinema bezeichnete den Film als „[s]kurriles Kammerspiel […] voller Rätsel und Stars“. „Morbider Krimi mit erotischen Schwingungen“ urteilte Prisma. Den Time Out Film Guide erinnerte der Film an Werke von Alain Robbe-Grillet mit Bezügen zu Peter Greenaway. Zu sehen sei „spannende Langeweile“.

## Auszeichnungen
Bei der César-Verleihung 1987 waren Claude Piéplu als bester Nebendarsteller und Jeanne Moreau als beste Nebendarstellerin für den César nominiert. Piéplu unterlag letztlich Pierre Arditi in Mélo, während sich Moreau Emmanuelle Béart in Manons Rache geschlagen geben musste.